# Sarva dwara baddha
Sarva dwara baddha is een pranayama (ademhalingstechniek) in yoga die ook wel de op de zon gerichte ademhaling wordt genoemd. Pranayama's hebben in yoga een tweeledig nut: de toevoer van zuurstof naar de hersenen en het voorzien van het lichaam van prana, ofwel levensenergie.
Sarva dwara baddha wordt uitgevoerd vanuit een kleermakerszit, terwijl de gehele longen worden gevuld in de volledige ademhaling. Vervolgens worden alle zintuigen afgesloten met de yoni mudra. In de yoni mudra sluiten de duimen de oren af, de wijsvingers de ogen en de middelvingers de neusgaten. Verder bedekken de ringvingers en pinken de boven- en onderlip. Vervolgens wordt er naar het zon-centrum gestaard, het deel van de neuswortel dat tussen de wenkbrauwen begint en dat in sommige tradities ook wel het derde oog wordt genoemd. De adem wordt zo lang vastgehouden (ook wel kumbhaka) als dat het goed aanvoelt. Daarna worden alle zintuigen weer losgelaten en volgt de uitademing.
Deze pranayama zou de concentratie helpen verhogen en de geest stabiliseren. Verder zou het de pranastroom stabiliseren, waardoor de samadhi eerder bereikt zou worden. Iemand die kwakkelt met de gezondheid moet voorzichtig zijn met alle pranayama's waar kumbhaka bij wordt toegepast.
volledige ademhaling · middenrifademhaling · flankademhaling · sleutelbeenademhaling · mondademhaling · neusademhaling

abhyantara bahya stambha vritti · activerende ademhaling · agni prasana · anuloma · anuloma viloma · bhastrika · brahmari · chandra bhedana · chatur mukhi · dirgha sukshma · kapalabhati · kevala kumbhaka · kumbhaka · murcha · nadi sodhana · ohm sahita rechaka · plavini · prachhardana · prana apana samyukta · pratiloma · sahita kumbhaka · sama vritti · samanu · sapta vyahrita · sargarbha sahita kumbhaka · sarva dwara baddha · sithali · sitkari · stambha vritti · sukha purvaka · suksama shwasa prashwasa · surya bhedana · tri bandha kumbhaka · ujjayi · vaya viya kumbhaka · viloma · visama vritti